# Dôme de Norton

Coupe du dôme de Norton ; les unités sur les deux axes valent et l’ordonnée représente.

Le dôme de Norton est une expérience de pensée construisant un système dynamique non déterministe dans le cadre de la mécanique newtonienne, imaginée par John D. Norton (en) en 2003,,. Il s'agit d'imaginer une bille reposant de façon immobile au sommet d'un dôme d'une forme particulière. Compte tenu des équations de la mécanique newtonienne et de la forme du dôme, cette bille admet une infinité de trajectoires possibles, toutes a priori compatibles avec la théorie de Newton. La bille peut rester indéfiniment au sommet du dôme, comme elle peut se mettre à glisser le long de ce dernier, à partir de n'importe quel instant dans le temps, et a priori sans cause extérieure expliquant cette mise en mouvement.
Un système est généralement considéré comme déterministe lorsqu'à une « condition initiale » donnée du système à l'instant « présent » va correspondre à chaque instant ultérieur un et un seul état « futur » possible. Le dôme de Norton ne satisfait pas cette propriété. Il est parfois décrit comme indéterministe.
Ce système est un cas particulier d'une classe plus générale d'exemples, dus à Sanjay Bhat et Dennis Bernstein en 1997. Ce système peut être vu comme un problème de mathématiques ou de physique, mais pose aussi des questions philosophiques plus profondes concernant la causalité, le déterminisme, ou les limites du cadre newtonien,,,. Le caractère physiquement réaliste et l'indéterministe propre au dôme de Norton sont parfois remis en question.

## Description

### Équation du mouvement
On s'intéresse, dans le cadre de la mécanique newtonienne, au mouvement d'une bille, réduite à un point matériel (une particule massive) initialement immobile au sommet d'un dôme dont la forme est une surface de révolution est définie par la relation :
avec {\displaystyle h} la différence d’altitude entre un point de la surface du dôme et son sommet, {\displaystyle r} la distance géodésique de ce point au sommet, et {\displaystyle g} l'accélération de la pesanteur,. L'égalité et les inégalités ci-dessus ne sont homogènes qu'à condition de considérer qu'il existe des coefficients de valeur {\displaystyle 1} et aux bonnes dimensions multipliant les différents termes de ces relations.
Le principe fondamental de la dynamique montre que l'accélération tangentielle d'un point reposant sans frottement sur le dôme est donnée par :
Cette relation entre {\displaystyle r} et sa dérivée seconde est une équation différentielle du second ordre appelée équation du mouvement. Dans l'expérience du dôme de Norton, cette équation est considérée avec les conditions initiales {\displaystyle r(0)=r'(0)=0}. Comme précédemment, l'équation du mouvement ci-dessus n'est homogène qu'à condition de considérer qu'il existe un coefficient valant {\displaystyle 1} et possédant les bonnes unités multipliant l'un des termes de l'égalité.

### Non-unicité des solutions de l'équation
D'un point de vue mathématique, l'équation différentielle correspondant au mouvement du point matériel avec les conditions initiales {\displaystyle r(0)=r'(0)=0} admet une infinité de solutions. La solution triviale où le point matériel reste immobile au sommet du dôme est donnée par :
Cependant, il existe aussi toute une classe de solutions où le point matériel reste immobile durant un temps non déterminé {\displaystyle T\geq 0}, puis se met à glisser le long du dôme dans une direction arbitraire :
On peut expliquer cette non-unicité des trajectoires possibles par la non-dérivabilité de la fonction racine carrée en {\displaystyle 0}, qui contredit les hypothèses de Cauchy-Lipschitz, habituellement mobilisées pour prouver l'unicité de la solution d'une équation différentielle. Physiquement, on peut expliquer cette propriété mathématique par le fait que la surface du dôme n'est pas deux fois dérivable en son sommet.
Le problème ne vient pas uniquement de l'indétermination de la trajectoire (une brisure spontanée de symétrie, dans le langage des physiciens), mais également du fait que le mouvement semble pouvoir se déclencher sans cause.
Les équations de la mécanique newtonienne étant réversibles par rapport au temps, elles ont également pour solution le même mouvement partant d'un lancer vers le sommet, où le point matériel s'immobilise au sommet du dôme après un temps fini {\displaystyle T} :
Le fait que ce second mouvement paraisse naturel alors que le premier semble paradoxal constitue l'un des intérêts de cet exemple. On peut remarquer au passage qu'un dôme de forme plus simple, par exemple une demi-sphère, ne fait pas apparaître la même difficulté, car alors il faudrait un temps infini pour atteindre le sommet avec une vitesse nulle.

## Possibles résolutions de l'indéterminisme
Physiquement, on peut rejeter l'indéterminisme de cette expérience de pensée en mentionnant par exemple qu'une telle surface est irréalisable en pratique (et comment faire pour poser un objet même ponctuel exactement au sommet ?), ou encore que les diverses simplifications du modèle newtonien (point matériel, surface sans frottement, etc.) ne sont pas réalistes. 
D'un point de vue plus mathématique, on peut également mentionner l'apparition soudaine d'une dérivée seconde non nulle à l'accélération de la bille à l'instant où cette dernière quitte le sommet du dôme (pour les trajectoires où cet évènement survient). Dit autrement la dérivée quatrième de la position {\displaystyle r^{(4)}} est discontinue en {\displaystyle T}, l'instant où la bille se met en mouvement. Ceci ne contredit pas la première loi de Newton, mais en contredirait une version généralisée. 